# بندر پور
بندر پور (به انگلیسی: Porbandar) یک شهرک در هند است که در Porbandar district واقع شده‌است. بندر پور ۲۱۷٬۳۰۷ نفر جمعیت دارد و ۱ متر بالاتر از سطح دریا واقع شده‌است.